# No Regret
«No Regret» es el octavo sencillo de la llamada 12 Singles Collection del cantante Kumi Kōda. Este es un sencillo no limitado. Las letras de la canción están hechas por Tōru Watanabe. No Regret también es el opening de la segunda temporada del anime La ley de Ueki. Este sencillo llegó a la posición número 4 en Oración vendiendo más de 72.081 en su primera semana y un total de 131.348. El CD incluye la versión acústica de la canción Rain, que fue grabada en el concierto de Best First Things.

## Contenido
1. «No Regret»
2. «Rain» (Unplugged Version)
3. «No Regret» (Instrumental)
4. «Rain» (Álbum Versión Instrumental)

- Datos: Q3119349